# Tom Gullikson
Tom Gullikson (n. 8 de septiembre de 1951 en La Crosse, Estados Unidos) es un jugador de tenis estadounidense. En su carrera ha conquistado 16 torneos ATP y su mejor posición en el ranking de individuales fue Nº34 en abril de 1984 y en el de dobles fue N.º 4 en septiembre de 1983. También es recordado por haber ganado el US Open de 1984 en categoría dobles mixtos.